# WatchOS
watchOS 또는 워치OS는 애플이 개발한 운영체제이다. 2014년 9월 10일 애플 워치와 함께 공개되었으며, iOS를 기반으로 하고 있다. 애플 워치에 탑재되어 있다.

## 버전 히스토리
- 전화
- 메시지
- 메일
- 캘린더
- 액티비티
- 운동
- 지도
- 패스북
- Siri
- 음악
- 카메라 리모트
- 리모트
- 날씨
- 주식
- 사진
- 시계(스톱워치 등)
- 설정

## 같이 보기
- 웨어 OS